# Guido Ucelli
Guido Ucelli di Nemi (Piacenza, 25 agosto 1885 – Milano, 23 agosto 1964) è stato un ingegnere, dirigente d'azienda e mecenate italiano.
Industriale considerato "umanista e innovatore", è conosciuto soprattutto come fondatore del Museo nazionale della scienza e della tecnica Leonardo da Vinci di Milano. Fu anche l'artefice del recupero delle navi imperiali dal fondo del lago di Nemi, negli anni 1928-1932.

## Biografia
Nasce nel 1885 da Giovanni Ucelli, direttore dell'azienda daziaria piacentina, e da Savina Ratti.
Dopo aver completato gli studi liceali a Piacenza, si trasferisce a Milano dove si laurea nel 1909 in Ingegneria industriale ed elettrotecnica presso il Regio istituto tecnico superiore, poi Politecnico di Milano.

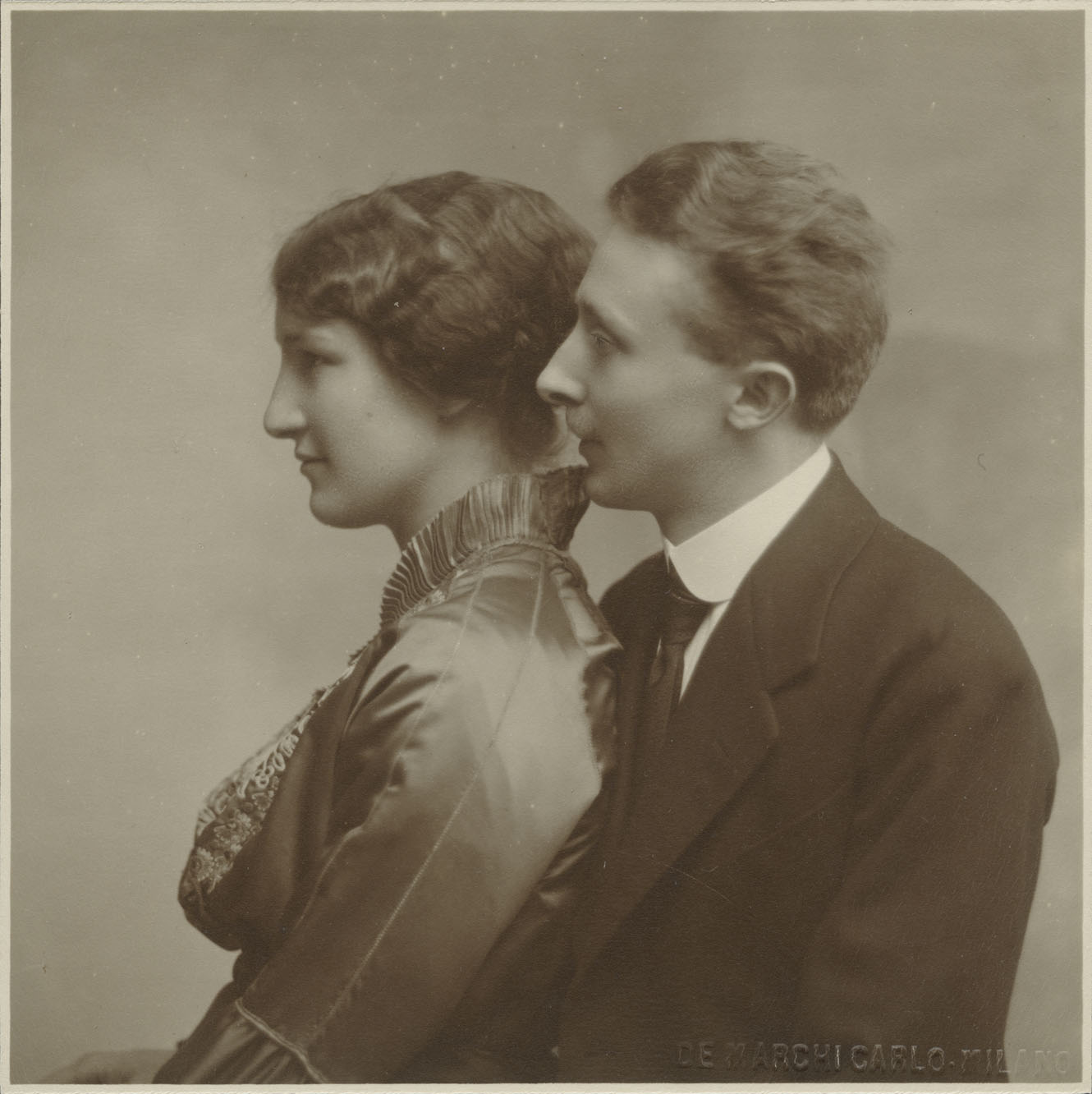
Carla Tosi e Guido Ucelli. Milano, anni Venti.

Subito dopo la laurea, inizia a lavorare all'ufficio tecnico della società Costruzioni meccaniche Riva, l'azienda a cui dedica tutta la vita.
Nel 1912 conosce Carla Tosi (Legnano 1894 - Milano 1963), figlia di Franco Tosi, fondatore dell'omonimo stabilimento meccanico di Legnano, che visse con lui un amore durato tutta la vita e che gli fu accanto in tutte le sue imprese. Sposati dal 1914, insieme condivideranno cinque figli, il lavoro, l'arte, la guerra.
Negli anni trenta e quaranta casa Ucelli è il punto di incontro di industriali (Bassetti, Falck); ingegneri (Prampolini, Motta); artisti (Arrigo Minerbi, Amos Nattini, Edgardo Rossaro); architetti (Ferdinando Reggiori, Piero Portaluppi); storici dell'arte e archeologi (Corrado Ricci, Paribeni, Fernanda Wittgens). 
Una lunga amicizia personale lega gli Ucelli a Don Carlo Gnocchi, che condivide con il figlio Gianfranco il fronte russo durante la seconda guerra mondiale.
Si distingue come imprenditore, mecenate, uomo di cultura.
Muore a Milano il 23 agosto 1964, un anno dopo la scomparsa della moglie.

### Nella Riva & Calzoni
La Costruzioni meccaniche Riva è uno degli stabilimenti industriali più antichi in Lombardia, specializzato nella produzione di turbine idrauliche.
Fondato nel 1861 da Antonio Paolotti e Alessandro Steier come stabilimento per la “fabbricazione e vendita di macchinario a vapore e centrificazione e altro qualunque”, agli inizi del Novecento è il primo produttore italiano nel campo delle turbine idrauliche. In campo internazionale, nel 1899 fornisce il primo impianto idroelettrico alle cascate del Niagara.
Alla Riva, Ucelli dà innanzitutto il suo contributo nella progettazione: dal 1910 al 1960 le realizzazioni dell'azienda portano direttamente o indirettamente la sua impronta.
Nel giro di pochi anni, Alberto Riva gli affida responsabilità direttive e nel 1915 diventa consigliere d'amministrazione e vicedirettore generale.
Negli anni a cavallo della Grande Guerra, quando la situazione dell'azienda peggiora a causa della paralisi degli affari per le industrie coinvolte solo marginalmente nella produzione bellica, Ucelli riorganizza l'impresa fino ad allora gestita con un andamento pressoché familiare: raddoppia la superficie dello stabilimento, rinnova i macchinari, realizza la sala prove.
Per contrastare le imprese rivali, desiderose di affermarsi in un campo che alla fine della guerra appare in crescita, Ucelli costituisce il Sindacato di Azionisti Riva, in cui entrano come soci le principali società elettriche italiane. L'accordo mette l'azienda al riparo da scalate ostili e la pone al primo posto nelle commesse per materiale idraulico da parte dei maggiori gruppi elettrici italiani.
Nel 1923-25 viene acquisita la Calzoni di Bologna e, negli anni successivi, Ucelli ricopre le cariche di vicepresidente, consigliere delegato, direttore generale della società Costruzioni Meccaniche Riva, della società A. Calzoni di Bologna e presidente della società Riva Finanziaria.
Durante il secondo conflitto mondiale, l'azienda è costretta a destreggiarsi fra le opposte forze in conflitto: da un lato assumendo forniture belliche per il comando germanico, per scongiurare la requisizione di macchinari e l'invio di operai in Germania; dall'altro facendo in modo di non portarle a termine. Al termine della guerra, scagionato da qualunque ipotesi di collaborazionismo, Ucelli poté restare a guida dell'impresa, lavorando per la ricostruzione del Paese.
All'interno dell'azienda era attiva anche Carla Tosi, da cui dipendevano i numerosi servizi sociali a favore dei dipendenti e dei loro familiari.

### Recupero delle navi di Nemi

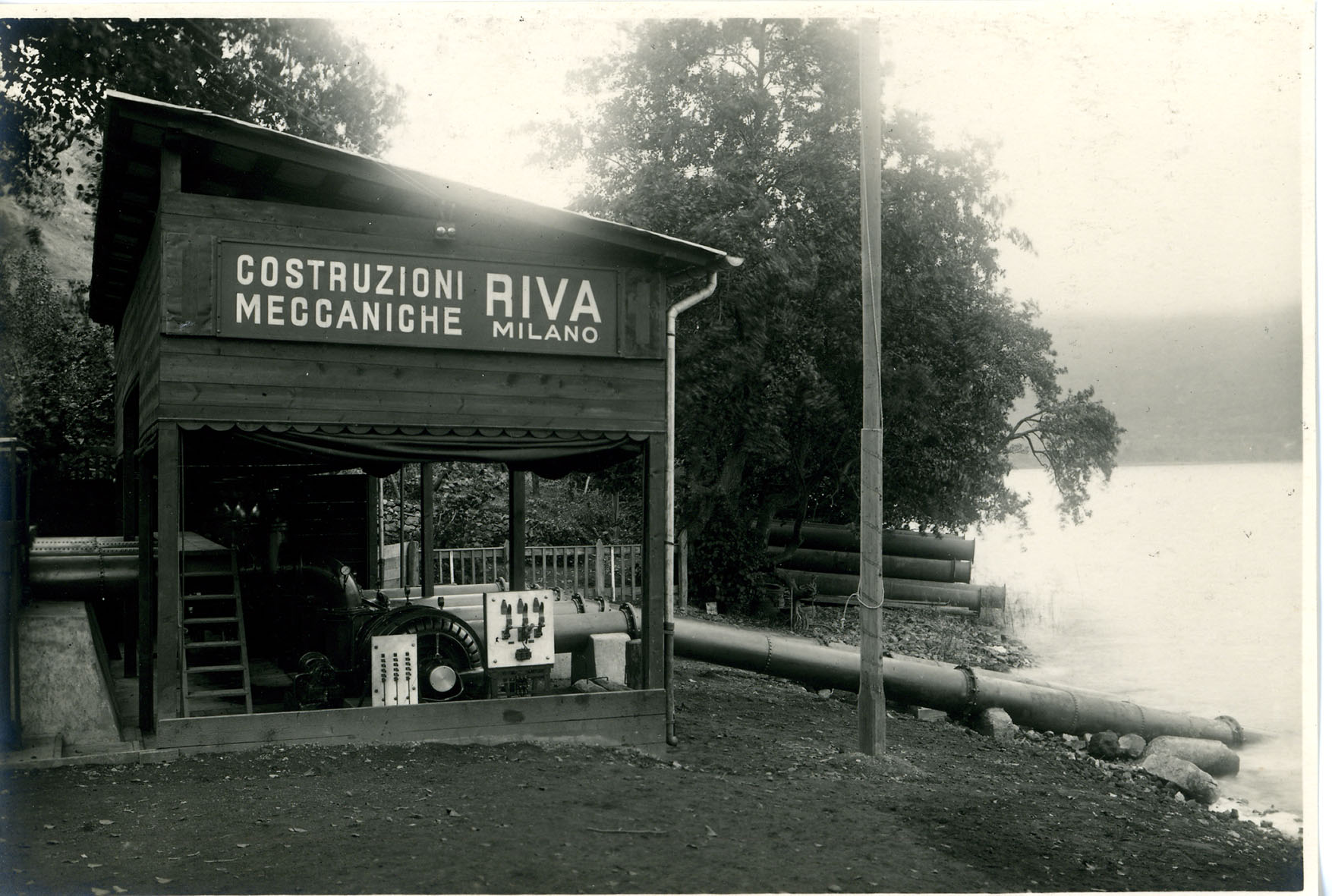
Recupero delle navi di Nemi. La stazione di pompaggio della Costruzioni meccaniche Riva sulla riva del lago

Dal 1928 al 1932 l'ingegneria della Riva viene messa a disposizione degli archeologi impegnati nel recupero di due grandi navi romane ritrovate sul fondo del lago di Nemi. L'impresa è resa possibile grazie all'impegno delle società Riva, Elettricità e Gas di Roma, Laziale di Elettricità che costituiscono il Comitato Industriale per lo scoprimento delle Navi Nemorensi, mettendo a disposizione a titolo gratuito impianti, maestranze, finanziamenti.
Grazie alle idrovore dell'azienda milanese, le acque del lago vengono abbassate di 22 metri, ponendo così allo scoperto gli antichi scafi poi ricoverati, a partire dal 1939, nel Museo delle navi romane di Nemi, realizzato sulle rive del lago.
Nel 1944, durante le ultime fasi della guerra, il museo viene devastato da un incendio: gli scafi e parte dei reperti vanno distrutti. Si salva solo quanto portato in precedenza a Roma.
Per questa impresa, nel luglio 1942 riceve con decreto Motu proprio del Re Vittorio Emanuele III il titolo nobiliare e il predicato “di Nemi”.

### Museo Nazionale della Scienza e della Tecnica
Milano si interroga sull'opportunità di creare un museo dedicato all'industria e al lavoro almeno dal 1906, quando il confronto internazionale connesso all'Esposizione Internazionale del Sempione fa pensare a un'istituzione simile a quelle presenti all'estero: il Conservatoire des Arts et Métiers di Parigi (1794); il South Kensington Museum di Londra, oggi Science Museum (1857); il Deutsches Museum di Monaco (1903).
Il 1º gennaio 1928 il capo del governo Benito Mussolini indirizza al presidente del Consiglio Nazionale delle Ricerche Guglielmo Marconi un messaggio programmatico in cui rileva: "Occorre sistemare in Italia laboratori di ricerca bene attrezzati e Musei viventi, dove i progressi della scienza, della tecnica e della industria siano resi evidenti. Un Paese non spende invano in queste opere di progresso".
In quegli anni il sistema produttivo italiano si presenta arretrato, caratterizzato da manodopera poco specializzata, dalla carenza di materie prime, dalla dipendenza dall'estero. Una situazione arretrata che penalizzava il campo scientifico, culturale ed economico italiano e la cui debolezza era esplosa con la Grande Guerra. A finire sotto esame era il mancato legame fra scienza e industria, il cui superamento non poteva più essere rimandato.
Temi ripresi anche a livello propagandistico, che si coniugano con la politica autarchica e con la difesa del mito del primato scientifico italiano, secondo il quale l'Italia, pur avendo dato i natali a molti dei più grandi scienziati e inventori nel mondo, si è vista scippare ingiustamente scoperte e proventi da altre Nazioni.
A Milano il podestà Marcello Visconti di Modrone, nel dicembre 1930 istituisce il Collegio dei consulenti di scienza ed arte, auspicando la nascita di un museo industriale in grado di testimoniare l'avanzamento scientifico e industriale in Italia. Istituisce quindi una apposita commissione con il compito di tracciare l'ipotesi di sviluppo e il programma e ne assegna la presidenza a Guido Ucelli.
Sull'idea di costituire in città un museo industriale, si misura tutta la differenza di pensiero fra il podestà e Ucelli. Visconti di Modrone intende venire incontro alle esigenze di propaganda del Duce e, insieme, a coronare il primato di Milano come prima città industriale in Italia.
Ucelli invece si rende conto che la scienza e la tecnica hanno avviato una trasformazione inarrestabile del modo di vivere e dei rapporti sociali: la cultura classica, irrinunciabile, non può più bastare da sola a formare le future classi produttrici e dirigenti che devono operare in un mondo sempre più tecnicizzato. Occorre una nuova cultura scientifica, che manca ancora al Paese.
Un museo avrebbe dato dignità culturale anche al tecnico e all'operaio; avrebbe fornito una visione più ampia dei processi produttivi e una maggior consapevolezza della propria professionalità.
Occorreva progettare qualcosa di diverso dai tradizionali istituti di cultura italiani, un organismo in continuo aggiornamento, in grado di rendere facili e intuitivi i concetti scientifici e i processi produttivi, attraverso dimostrazioni pratiche, diffondendo l'interesse per le conquiste delle tecnica e dell'industria.
Il modello di riferimento è quello del Deutsches Museum di Monaco: dove il pubblico può interagire direttamente con le collezioni, attivare modelli e apparecchi; fornito di laboratori di restauro, della Biblioteca e di un Palazzo delle Conferenze.

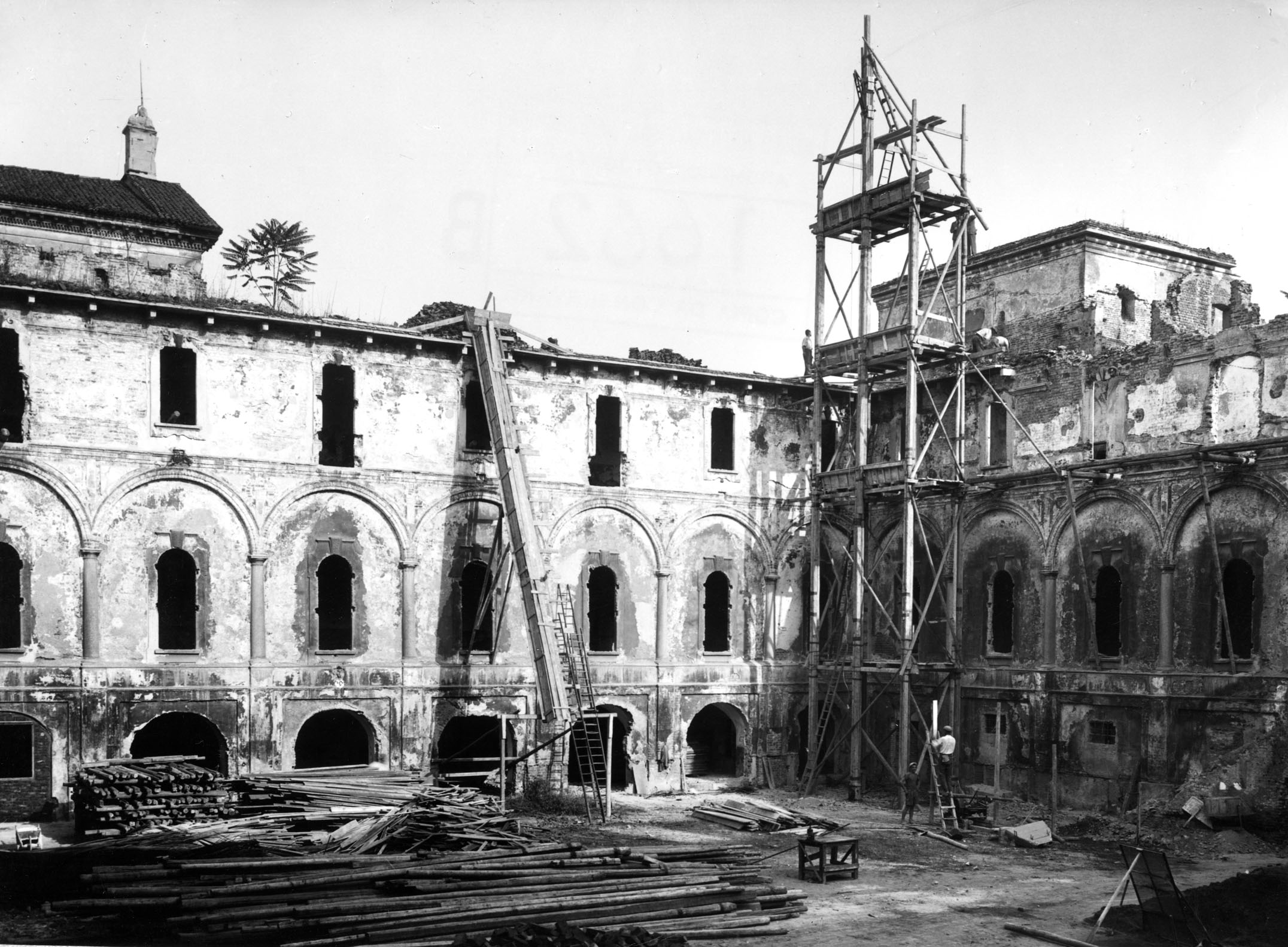
Il primo chiostro del monastero di S.Vittore al Corpo, a Milano, durante i lavori di ricostruzione come sede del Museo Nazionale della Scienza e della Tecnica

L'impegno per la realizzazione del Museo impegna Ucelli per tutti gli anni venti e trenta, alla ricerca di una sede e di finanziamenti.
Solo il 13 novembre 1942 viene firmato l'atto di costituzione del Museo.
Al termine della guerra, Ucelli ottiene dal Comune di Milano l'ex Monastero olivetano di San Vittore al Corpo, affidando all'architetto Piero Portaluppi i lavori ristrutturazione, che Portaluppi seguì fino al 1952 insieme agli architetti Enrico Griffini e Ferdinando Reggiori.
Il 15 febbraio 1953, alla presenza del Presidente del Consiglio Alcide De Gasperi, viene inaugurato il Museo Nazionale della Scienza e della Tecnica “Leonardo da Vinci”, con l'esposizione “Mostra della scienza e tecnica di Leonardo”.

## Riconoscimenti e onorificenze
- 1942 - Motu proprio di Re Vittorio Emanuele III: titolo nobiliare e predicato “di Nemi”.
- 1963 - Premio Rezzara per la sua “opera di divulgazione del progresso umano, dalle scoperte della scienza all'evoluzione della tecnica” .
- Alla sua memoria è stata intitolata la scuola elementare "Guido Ucelli di Nemi" di Ponte Lambro (quartiere di Milano).

## Opere
- La tecnica moderna delle turbine idrauliche italiane, 1924
- Recent developments in Italian water turbines, The First World Power Conference, London, July 1924, Section B n. 42. Vedi anche la versione italiana.
- Hydraulic machinery in Italy, Hydraulic Turbines (paper n. 583), World Engineering Congress, Tokyo 1929 (ed. italiana La costruzione del macchinario idraulico in Italia,  Biblioteca dell'Ente Nazionale Italiano per'Organizzazione Scientifica del Lavoro, serie I - documenti n. 12,  1930.
- Il recupero delle Navi di Nemi, Cremona Nuova, Cremona 1930.
- I più recenti ed importanti impianti di turbine idrauliche e pompe centrifughe realizzati in Italia, II Conferenza mondiale dell'energia, Berlino 1930, estratto da «L'energia elettrica»,  fascicolo X, volume VII, ottobre 1930.
- Il recupero delle navi di Nemi, in «Atti del Sindacato provinciale Fascista Ingegneri di Milano», 1 (1930).
- Il Museo Nazionale delle scienze e delle industrie, estratto dagli Atti del X congresso nazionale della Federazione Nazionale dei Cavalieri al Merito del Lavoro, Napoli 11-15 maggio 1931, IX s.d., Stabilimento tipografico Ditta Carlo Colombo, Roma 1931.
- Valorizzare la scienza, valorizzare la tecnica. Comunicazione fatta dal Socio Dott. Ing. Guido Ucelli nella Sezione “Questioni Sindacali” al II Congresso Nazionale degli Ingegneri Italiani in Roma, 8-15 aprile 1931, IX Estratto dagli Atti del Sindacato Provinciale Fascista Ingegneri di Milano, n. 7, luglio 1931, IX 1931, Industrie Grafiche Italiane Stucchi, Milano.
- Della necessità di formare una coscienza scientifico-tecnica nel Paese, XX riunione della Società Italiana per il progresso delle scienze, Milano, settembre 1931, IX, Industrie Grafiche N. Moneta, Milano 1931.
- La propaganda tecnica nel Paese attraverso l'opera della stampa quotidiana e la collaborazione nel giornalismo da parte di tecnici competenti. Relazione presentata dal Dott. Ing. Guido Ucelli Cavaliere del Lavoro – Consigliere Delegato della Soc. An. Costruzioni Meccaniche Riva. Primo Congresso Nazionale della stampa tecnica, Milano, 21-24 maggio 1933, XI, Arti Grafiche Stefano Pinelli, Milano 1933.
- Per celebrare un secolo di lavoro delle Officine fondate in Bologna da Alessandro Calzoni nel 1830, Alfieri e Lacroix, Milano 1934.
- L'istruzione tecnica e il programma del Museo Industriale in Milano (Istituzione Politecnica). Primo convegno nazionale per lo sviluppo dell'istruzione tecnica industriale in Italia,  Venezia, 13-15 ottobre 1939-XVII, 1939.
- Contributo allo studio dei disegni di macchine idrauliche nel “Codice Atlantico”, in «Raccolta Vinciana», fascicolo XV-XVII, 1939.
- Sviluppi, progressi e orientamenti nella costruzione del macchinario idraulico, Convegno di Ingegneria, Milano VII Triennale, Milano 1939.
- Il Museo industriale di Milano, Milano 1941 (esemplare dattiloscritto, 1941).
- Il Museo Nazionale della Tecnica, estratto da «Istruzione tecnica», anno VI, n. 2, 1942, Fratelli Palombi, Roma.
- Il contributo dato dall'impresa di Nemi alla conoscenza della scienza e della tecnica di Roma, Società Italiana per il Progresso delle Scienze, Roma 1942.
- Necessità di una coscienza scientifico-tecnica nel Paese, Primo convegno per la ricostruzione nell'industria sotto gli auspici della Confederazione Generale dell'Industria Italiana,  Milano 14-15-16 settembre 1946, Milano 1946.
- (come curatore) Collegio degli ingegneri di Milano. Il Museo Nazionale della Tecnica, Primo convegno per la ricostruzione nell'industria sotto gli auspici della Confederazione Generale dell'Industria Italiana,  Milano 14-15-16 settembre 1946, Milano 1946.
- La produzione del macchinario idraulico (Turbine e Pompe) in Italia, Primo convegno per la ricostruzione nell'industria sotto gli auspici della Confederazione Generale dell'Industria Italiana,  Milano 14-15-16 settembre 1946, Milano 1946.
- Il Museo Nazionale della tecnica e la sua funzione didattica, 1947, Convegno nazionale per l'istruzione industriale, Milano 7-12 maggio 1947, Milano 1947.
- Il monastero di San Vittore in Milano sede del Museo Nazionale della Scienza e della Tecnica, estratto da «L'ingegnere»,  n. 10, ottobre 1948, Industrie Grafiche Italiane Stucchi, Milano 1948.
- Il Museo Nazionale della Scienza e della Tecnica in Milano, estratto da «L'industria meccanica» nn. 3-4, ottobre-novembre 1949, Tipografia SAME, Milano 1949.
- La costruzione in Italia delle turbine idrauliche di grande potenza e delle pompe per impianti di accumulazione, World Power Conference, in «L'industria Meccanica», settembre 1950 e in «L'Energia Elettrica»,  8 (1950).
- Le Navi di Nemi, Roma 1950.
- Il Museo Nazionale della Scienza e della Tecnica in Milano e le idealità del suo programma - 1951, Società italiana per il progresso delle scienze, Roma 1951.
- The construction in Italy of pumps for land reclamations for irrigation and other similar purposes, World Power Conference, New Delhi 1951.
- La Riva 1861-1951, Alfieri & Lacroix, Milano 1951.
- La Mostra Vinciana nella sede del Museo Nazionale della Scienza e della Tecnica in Milano. 1952, Associazione Culturale Aeronautica, Roma 1952.
- L'inaugurazione della Mostra della tecnica e della scienza di Leonardo da Vinci a Milano (15 febbraio 1953), in «Rivista di ingegneria», n. 3, marzo 1953, Industrie Grafiche Italiane Stucchi, Milano 1953.
- Programma e idealità del Museo nazionale della scienza e della tecnica "Leonardo da Vinci": le istituzioni analoghe in Italia e all'estero, in Onoranze a Leonardo da Vinci nel quinto centenario della nascita, Comitato nazionale. Mostra della scienza e tecnica di Leonardo presso il Museo nazionale della scienza e della tecnica, Milano 1953, Industrie Grafiche Italiane Stucchi, Milano 1953.
- Il Museo Nazionale della Scienza e della Tecnica sede della mostra ordinata nel V centenario della nascita di Leonardo da Vinci. Estratto da Leonardo saggi e ricerche, a cura del Comitato Nazionale per le onoranze a Leonardo da Vinci nel quinto centenario della nascita (1452-1952), Istituto Poligrafico dello Stato. Libreria dello Stato, Roma 1954.
- Origine realizzazioni e programmi del Museo Nazionale della Scienza e della tecnica “Leonardo da Vinci”. 1955, Museo Nazionale della Scienza e della Tecnica, Milano 1955.
- Danni di guerra e restauro dell'antico Monastero di S. Vittore in Milano, Museo nazionale della scienza e della tecnica, in Atti del V Convegno Nazionale di storia dell'architettura (Perugia 1948), Casa Editrice R. Noccioli, Firenze 1956.
- Il Museo nazionale della Scienza e della Tecnica Leonardo da Vinci: 5 anni del Museo,  Milano 1958.
- AA.VV, Cinque anni del museo 1953-1958, Alfieri & Lacroix, Milano, 1958 ed edizioni seguenti.
- Invito a costituire presso i musei scientifico-tecnici competenti gruppi di studio per promuovere, raccogliere e coordinare ricerche metodiche sulla tecnica nell'antichità, in Actes du IX Congrès International d'Histoire des Sciences, Asociaciòn para la Historia de la Ciencia Española, Universidad de Barcelona, Barcelona-Madrid 1959.
- La Riva in cento anni di lavoro 1861-1961, Alfieri & Lacroix, Milano 1961.
- La costruzione di pompe per bonifica, irrigazione ed acquedotti in Italia, in «L'Energia Elettrica», vol. XXVIII,  nº 5, sd